# Jules De Praetere
Jules De Praetere (Ledeberg (Gent), 21 januari 1879 – Bazel, 3 mei 1947) was een Belgisch kunstschilder, graficus, drukker en boekbandontwerper.
Hij volgde een opleiding schilderkunst aan de Gentse Academie voor Schone Kunsten. Aan de Gentse Nijverheidsschool ging hij zich verder scholen in de toegepaste kunst, vooral in de graveer- en de boekdrukkunst. Tijdens zijn studies vestigde hij een atelier en drukkerij in het Patershol, in de Korte Kalverstege (nu Trommelstraat) , in de voormalige bidkapel van het Pand van de Geschoeide Karmelieten. Stijn Streuvels’ Lenteleven (1899) was het eerste literaire werk dat daar gedrukt werd. Op 19 april 1900 verliet De Praetere het Patershol en verhuisde hij naar Sint-Martens-Latem. Hij trok daar eerst in bij zijn vriend Karel van de Woestijne in de Laethemstrate 16, om later verderop in dezelfde straat alleen te gaan wonen.
Deze gemeente is de geboorteplaats van het Vlaamse expressionisme, met kunstenaars zoals Albijn Van den Abeele , George Minne, Valerius de Saedeleer, Gustave Van de Woestijne, Albert Servaes, en Frits Van den Berghe, die behoorden tot de Latemse Schildersgroep, soms ook wel Latemse School genoemd.
De Praetere zette zijn drukkersactiviteiten die hij in Gent begonnen was in Latem verder. In mei 1900 drukte hij Verzen van Herman Teirlinck en in 1902 Lucifer van Vondel en Natuur van René de Clercq, Kerkhofblommen van Guido Gezelle verscheen eveneens in 1902. In april 1903  volgde nog Het vaderhuis van Karel van de Woestijne.
In die periode was hij eveneens actief als boekbandontwerper.  Zo leverde hij ook een bijdrage tot de Boekbanden van Louis Couperus door de boekband van de eerste druk van Louis Couperus werk "Over lichtende drempels" te ontwerpen.
Wegens geldnood was hij een tijd lang te Krefeld in Duitsland leraar grafische kunsten en boekdrukkunst aan de School voor Kunsten en Ambachten. Later werd hij assistent aan het Keizer-Willem Museum. Later werd hij opnieuw leraar, en nu aan een kunstacademie in Düsseldorf. In 1905 werd hij directeur van zowel de school voor decoratieve kunsten als van het museum voor kunstnijverheid van Zürich.
In 1914 trok hij naar Bazel en werd daar directeur van de hogere Kunstnijverheidsschool. In 1921 keerde hij naar België terug. Tussen de bedrijven door legde hij zich ook toe op de schilderkunst. 
Tijdens de Tweede Wereldoorlog kwam hij opnieuw op het voorplan van de culturele scène vooreerst als kunstadviseur van de schepen van Schone Kunsten van Groot-Brussel en als commissaris-generaal voor de tentoonstellingen van Belgischhe Kunsten bij het Bestuur der Schone Kunsten. In 1941 lanceerde hij het project 'Werkart', met als doel het tentoonstellingssysteem helemaal te hervormen tot een 'reizend museum', een modeldorp als landelijk centrum voor kunst en toerisme. Het project kwam evenwel nooit van de grond. 
Enkele van zijn schilderwerken bevinden zich in Zwitserse musea. Zijn schilderwerk omvat figuren en stillevens in nogal zwaar expressionistische stijl. 
Het is gesigneerd als Prater.,